# Allogny
Allogny là một xã thuộc tỉnh Cher trong vùng Centre-Val de Loire miền trung Pháp.

## Dân số
| 1962                                | 1968 | 1975 | 1982 | 1990 | 1999 | 2005 |
| ----------------------------------- | ---- | ---- | ---- | ---- | ---- | ---- |
| 524                                 | 534  | 623  | 765  | 916  | 896  | 911  |
| Từ năm 1962 Dân số không tính trùng |      |      |      |      |      |      |